# آذر بیگدلی
لطفعلی بیگ شاملو مشهور به آذر بیگدلی (۱۱۳۴-۱۱۹۵ق/۱۷۲۲-۱۷۸۱م)، شاعر و تذکره‌نویس برجسته سده دوازدهم هجری بود.

## زندگی
لطفعلی‌بیک (آذر) بیگدلی، پسر آقاخان بیگدلی شاملو در سال ۱۱۳۴ در اصفهان به دنیا آمد. در ایّام کودکی او به سبب بروز فتنهٔ محمود افغان و سقوط اصفهان، خانواده‌اش به ناچار از اصفهان به قم مهاجرت کرد؛ و پس از ۱۴ سال زندگی در قم با پدر خود که به حکومت لار منصوب شده بود، به فارس رفت، ولی ۲ سال بعد، پس از مرگ پدر، با عمّ خود عازم سفر حج و زیارت عتبات شد و پس از مراجعت به خراسان رفت. در خراسان به اردوی نادرشاه پیوست و همراه اردوی نادری از راه مازندران به آذربایجان رفت. پس از این سفر، عازم عراق عجم شد و در اصفهان سکنی گزید، و چندی به خدمت دیوانی مشغول شد، لیکن سرانجام از امور دیوانی کناره گرفت و به تصوّف روی آورد و به سلوک پرداخت و در پایان عمر در شهر قم اقامت کرد و در ۱۱۹۵ در همان‌جا درگذشت و به خاک سپرده شد.به عقیده برخی لطفعلی خان در محلی که اکنون بنام خیابان آذر در اصفهان (غیر از خیابان آذر بیگدلی ) در نزدیکی چهار راه گلابتون و بوستان کودک ، نامگذاری شده است دفن شده است . این محل و اطراف آن روزگاری باغ او و محل دفن آذر بیگدلی بوده است و کوشش هایی از سوی شهرداری وقت اصفهان با همکاری دکتر علیرضا جعفری زند معمار و باستان شناس و نویسنده کتاب اصفهان پیش از اسلام ، جهت یافتن محل دقیق قبر وی در آن محدوده صورت پذیرفت که نهایتا مشخص شد بعدتر بر روی قبر وی خانه هایی ساخته شده است.
آذر در آغاز شاعری «واله» و «نکهت» تخلّص می‌کرد، ولی بعداً تخلّص «آذر» را برای خود برگزید. وی با کسانی چون شعله و مشتاق و هاتف و شاعران دیگری که نهضت بازگشت ادبی را بنیاد نهاده بودند، مصاحبت و همکاری داشت و در شیوهٔ شاعری از «طرز فصحای متقدّمین» پیروی می‌کرد. آذر در بیشتر انواع شعر از غزل و قصیده و مثنوی و رباعی طبع‌آزمایی کرده‌است. وی قصایدی در مدح جانشینان نادرشاه و کریم‌خان زند و برخی از معاصران خود دارد. مضمون غزلیّاتش غالباً عرفانی و اخلاقی و عاشقانه است.
وی علاوه بر دیوان اشعار، مشتمل بر ده هزار بیت، یک مثنوی به نام یوسف و زلیخا دارد که به شیوهٔ یوسف و زلیخای جامی سروده است. مثنوی دیگری نیز به نام گنجینه به تقلید بوستان سعدی به او منسوب است. مهم‌ترین اثر آذر بیگدلی تذکرهٔ عمومی معروف و مفصّل او آتشکده مشهور به آتشکدهٔ آذر است که آن را در طی ۳۰ سال به نام کریم‌خان گردآوری و تألیف کرده‌است.
تاریخ لطفعلی بیگ آذر بیگدلی هنوز رمز و رازهای بسیاری را در دل خود پنهان کرده است که نیازمند پژوهشی ژرف و بی‌طرفانه است.  
در سال‌های اخیر، مستنداتی—هرچند ناکافی—نشان می‌دهد که او احتمالاً در مازندران از دنیا رفت و شاید قربانی یک قتل مرموز شده باشد. روایت‌های شفاهی بسیاری بر این فرض صحه می‌گذارند، اما مستندات مکتوب به سختی یافت می‌شوند.  
بررسی کتاب تاریخ منتظم ناصری در صفحه ۱۳۸۶ نام حاجی لطفعلی بیگ آذر بیگدلی، شاعر و نویسنده برجسته دوران زندیه، را به‌عنوان کسی که در سال ۱۱۹۵ قمری (۱۷۸۰ میلادی) درگذشته است، ذکر می‌کند. اما آنچه شک‌برانگیز است، نحوه اشاره به نام او توسط محمد حسن خان، که بدون توضیحی در انتهای فصل قرار گرفته. آیا این نام تعمداً در سایه قرار گرفته است؟ آیا سرنوشت او مورد تحریف تاریخی قرار گرفته؟  
افزون بر این، برخی روایت‌های شفاهی ادعا دارند که آغا محمدخان قاجار او را به دلیل سرودن اشعاری در مدح کریم خان زند مورد مواخذه قرار داده بود. این امر می‌تواند نشان‌دهنده جایگاه خاص او در میان بزرگان عصر خود باشد.  
از سوی دیگر، شواهد شفاهی دیگری نشان می‌دهد که لطفعلی بیگدلی به تصوف نقشبندیه باور داشت—اعتقادی که می‌تواند شناخت عمیق‌تری از شخصیت معنوی و عرفانی او به دست دهد. این موضوع خود نیازمند بررسی دقیق‌تر است تا ابعاد فکری و مذهبی او بیشتر روشن شود.  
آیا ممکن است تاریخ این شاعر فرزانه هنوز ناگفته‌های بسیاری در دل خود داشته باشد؟ شاید وقت آن رسیده که پژوهشگران پرده از رازهای زندگی او بردارند و تاریخ را از سکوتی که بر سرنوشتش سایه افکنده، رها سازند. 
لطفعلی آذر بیگدلی دربارهٔ حکیم نظامی گنجوی شاعر نامدار ایرانی تحقیق‌های زیادی کرده و در مقدمه یوسف و زلیخا خود نگاشته است:
| دگرسرودیار قم نظامی       |  | کزو ملک سخن دارد تمامی     |
| زخاک تفرش است آن گوهر پاک |  | ولی در گنجه مدفونست در خاک |

## نمونه شعر
| به شیخ شهر، فقیری ز جوع برد پناه  |  | بدین امیدکه از جود، خواهدش نان داد         |
| هزار مسئله پرسیدش از مسائل و گفت: |  | اگر جواب ندادی نبایدت نان داد!             |
| نداشت حال جدال آن فقیر و شیخ غیور |  | ببرد آبش و نانش نداد تا جان داد            |
| عجب‌که با همه دانایی این نمی‌دانست  |  | که «حق» به «بنده» نه روزی به شرط ایمان داد |
| من و ملازمت آستان پیر مغان        |  | که جام می به کف کافر و مسلمان داد          |